# 14e étape du Tour de France 2009
Pour un article plus général, voir Tour de France 2009.

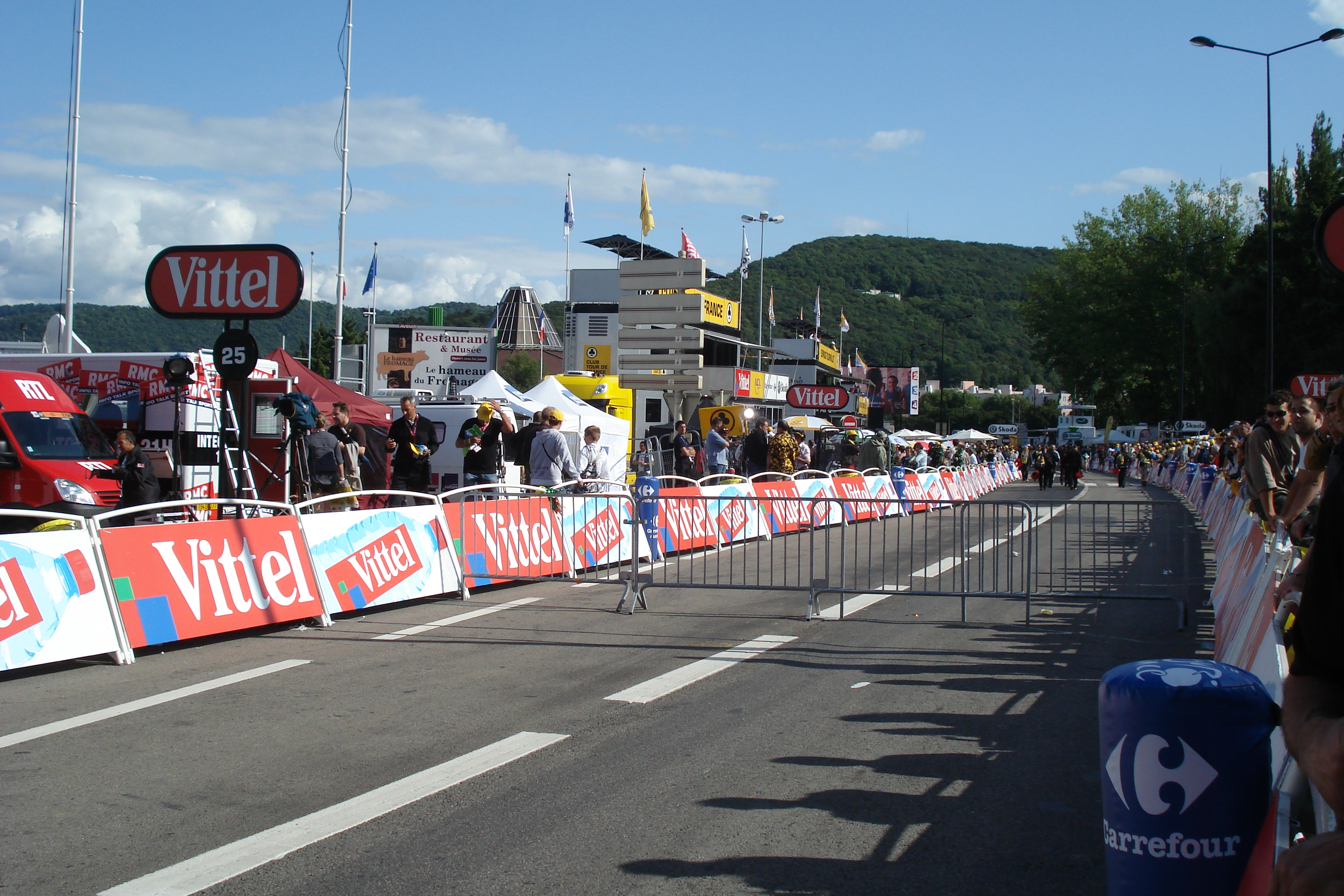
La 14e étape dans le quartier de Planoise, à Besançon.

La 14e étape du Tour de France 2009, s'est déroulée le 18 juillet. Le parcours de 199 kilomètres, reliait Colmar à Besançon. La victoire est revenue au Russe Sergueï Ivanov.

## Parcours
Les coureurs ayant quitté Colmar rallieront Besançon par le sud du Haut-Rhin où se dérouleront deux premiers sprints intermédiaires à Pulversheim et Dannemarie. Ils parcoureront ensuite le Territoire de Belfort en gravissant la première côte de 3e catégorie à Lebetain. S'ensuit l'entrée dans le Doubs avec une deuxième côte de 3e catégorie à Blamont puis la descente sur Besançon par la vallée du Doubs avec un dernier sprint intermédiaire à Baume-les-Dames à un peu moins de 40 km de l'arrivée à Besançon devant Micropolis.

## Récit
À 45 km de l'arrivée, les coureurs de l'équipe AG2R décident de se lancer à la poursuite des échappés pour protéger le maillot jaune de Rinaldo Nocentini menacé par l'avance de George Hincapie qui était à 5 min 25 s du leader au début de l'étape. Ce dernier développe d'importants efforts pour préserver l'avance des hommes de tête.
À 10 km de l'arrivée, Sergueï Ivanov contre deux attaques de Hayden Roulston (Cervélo) et de Christophe Le Mével (La Française des jeux) en filant sur la droite et parvenant à prendre une vingtaine de secondes d'avance. Déterminé à gagner, il concrétise son avance sur les autres échappés et remporte l'étape.
À l'arrivée du peloton, Mark Cavendish serre Thor Hushovd dans les barrières et se retrouve déclassé à la 154e place. Il a désormais 18 points de retard sur Hushovd pour le maillot vert.
En marge de la course, une spectatrice est décédée et deux autres blessés des suites d'une collision avec une moto de la garde républicaine entre le passage des échappés et du peloton à Wittelsheim.

## Sprints intermédiaires
| Premier   | Gerald Ciolek   | 6 pts |
| Deuxième  | Daniele Bennati | 4 pts |
| Troisième | Daniele Righi   | 2 pts |

| Premier   | Hayden Roulston     | 6 pts |
| Deuxième  | Christophe Le Mével | 4 pts |
| Troisième | Sébastien Minard    | 2 pts |

| - 3. Sprint intermédiaire de Baume-les-Dames (kilomètre 161,5) \| Premier \| Hayden Roulston \| 6 pts \| \| Deuxième \| Sébastien Minard \| 4 pts \| \| Troisième \| Daniele Bennati \| 2 pts \| |                  |       |
| Premier | Hayden Roulston  | 6 pts |
| Deuxième | Sébastien Minard | 4 pts |
| Troisième | Daniele Bennati  | 2 pts |

## Cols et côtes
| Premier   | Frederik Willems | 4 pts |
| Deuxième  | Albert Timmer    | 3 pts |
| Troisième | Sergueï Ivanov   | 2 pts |
| Quatrième | Gerald Ciolek    | 1 pts |

| Premier   | Sébastien Minard | 4 pts |
| Deuxième  | Gerald Ciolek    | 3 pts |
| Troisième | Frederik Willems | 2 pts |
| Quatrième | Martijn Maaskant | 1 pts |

## Classement de l'étape
| Classement de la 14e étape | Classement de la 14e étape | Classement de la 14e étape | Classement de la 14e étape | Classement de la 14e étape |
|                            | Coureur                    | Pays                       | Équipe                     | Temps                      |
| -------------------------- | -------------------------- | -------------------------- | -------------------------- | -------------------------- |
| 1er                        | Sergueï Ivanov             | RUS                        | Katusha                    | en 4 h 37 min 46 s         |
| 2e                         | Nicolas Roche              | IRL                        | AG2R La Mondiale           | + 16 s                     |
| 3e                         | Hayden Roulston            | NZL                        | Cervélo TestTeam           | + 16 s                     |
| 4e                         | Martijn Maaskant           | NED                        | Garmin-Slipstream          | + 16 s                     |
| 5e                         | Sébastien Minard           | FRA                        | Cofidis                    | + 16 s                     |
| 6e                         | Daniele Righi              | ITA                        | Lampre-NGC                 | + 16 s                     |
| 7e                         | Christophe Le Mével        | FRA                        | La Française des jeux      | + 16 s                     |
| 8e                         | George Hincapie            | USA                        | Team Columbia-HTC          | + 16 s                     |
| 9e                         | Daniele Bennati            | ITA                        | Liquigas                   | + 16 s                     |
| 10e                        | Gerald Ciolek              | GER                        | Team Milram                | + 22 s                     |
| modifier                   |                            |                            |                            |                            |

## Classement général
| Classement général à la 14e journée | Classement général à la 14e journée | Classement général à la 14e journée | Classement général à la 14e journée | Classement général à la 14e journée |
|                                     | Coureur                             | Pays                                | Équipe                              | Temps                               |
| ----------------------------------- | ----------------------------------- | ----------------------------------- | ----------------------------------- | ----------------------------------- |
| 1er                                 | Rinaldo Nocentini                   | ITA                                 | AG2R La Mondiale                    | en 58 h 13 min 52 s                 |
| 2e                                  | George Hincapie                     | USA                                 | Team Columbia-HTC                   | + 5 s                               |
| 3e                                  | Alberto Contador                    | ESP                                 | Astana                              | + 6 s                               |
| 4e                                  | Lance Armstrong                     | USA                                 | Astana                              | + 8 s                               |
| 5e                                  | Christophe Le Mével                 | FRA                                 | La Française des jeux               | + 43 s                              |
| 6e                                  | Bradley Wiggins                     | GBR                                 | Garmin-Slipstream                   | + 46 s                              |
| 7e                                  | Andreas Klöden                      | GER                                 | Astana                              | + 54 s                              |
| 8e                                  | Tony Martin                         | GER                                 | Team Columbia-HTC                   | + 1 min 0 s                         |
| 9e                                  | Christian Vande Velde               | USA                                 | Garmin-Slipstream                   | + 1 min 24 s                        |
| 10e                                 | Andy Schleck                        | LUX                                 | Team Saxo Bank                      | + 1 min 49 s                        |
| modifier                            |                                     |                                     |                                     |                                     |

## Classements annexes

### Classement par points
| Classement par points | Classement par points | Classement par points | Classement par points | Classement par points |
| --------------------- | --------------------- | --------------------- | --------------------- | --------------------- |
|                       | Coureur               | Pays                  | Équipe                | Point(s)              |
| 1er                   | Thor Hushovd          | NOR                   | Cervélo TestTeam      | 218 points            |
| 2e                    | Mark Cavendish        | GBR                   | Team Columbia-HTC     | 200 pts               |
| 3e                    | José Joaquín Rojas    | ESP                   | Caisse d'Épargne      | 126 pts               |
| modifier              |                       |                       |                       |                       |

### Classement de la montagne
| Classement du meilleur grimpeur | Classement du meilleur grimpeur | Classement du meilleur grimpeur | Classement du meilleur grimpeur | Classement du meilleur grimpeur |
| ------------------------------- | ------------------------------- | ------------------------------- | ------------------------------- | ------------------------------- |
|                                 | Coureur                         | Pays                            | Équipe                          | Point(s)                        |
| 1er                             | Franco Pellizotti               | ITA                             | Liquigas                        | 98 points                       |
| 2e                              | Egoi Martínez                   | ESP                             | Euskaltel-Euskadi               | 95 pts                          |
| 3e                              | Brice Feillu                    | FRA                             | Agritubel                       | 64 pts                          |
| modifier                        |                                 |                                 |                                 |                                 |

### Classement du meilleur jeune
| Classement général du meilleur jeune | Classement général du meilleur jeune | Classement général du meilleur jeune | Classement général du meilleur jeune | Classement général du meilleur jeune |
|                                      | Coureur                              | Pays                                 | Équipe                               | Temps                                |
| ------------------------------------ | ------------------------------------ | ------------------------------------ | ------------------------------------ | ------------------------------------ |
| 1er                                  | Tony Martin                          | GER                                  | Team Columbia-HTC                    | en 58 h 14 min 52 s                  |
| 2e                                   | Andy Schleck                         | LUX                                  | Team Saxo Bank                       | + 49 s                               |
| 3e                                   | Vincenzo Nibali                      | ITA                                  | Liquigas                             | + 54 s                               |
| modifier                             |                                      |                                      |                                      |                                      |

### Classement par équipes
| Classement par équipes | Classement par équipes | Classement par équipes | Classement par équipes |
|                        | Équipe                 | Pays                   | Temps                  |
| ---------------------- | ---------------------- | ---------------------- | ---------------------- |
| 1re                    | AG2R La Mondiale       | France                 | en 173 h 2 min 28 s    |
| 2e                     | Team Milram            | Allemagne              | + 16 s                 |
| 3e                     | Team Columbia-HTC      | États-Unis             | + 4 min 45 s           |
| modifier               |                        |                        |                        |

### Combativité
Martijn Maaskant